# Andrew L. Riker

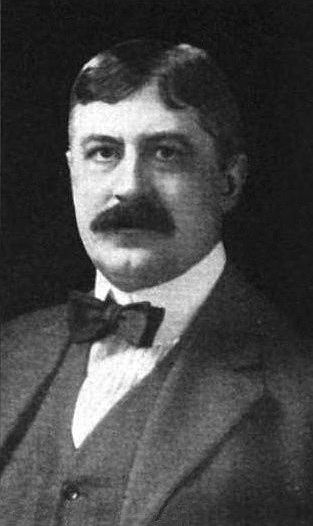
Andrew L. Riker (1868–1930)

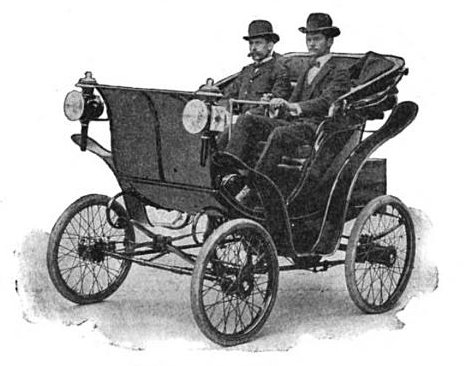
Riker Electric Victoria von 1900

Andrew Lawrence Riker (* 1868 in New York; † 1930) war ein US-amerikanischer Automobilpionier, Rennfahrer, Erfinder, Konstrukteur, Begründer eines führenden amerikanischen Herstellers von Elektroautos sowie 1905 einer der 30 Mitgründer und drei Jahre erster Präsident der amerikanischen Society of Automotive Engineers (Gesellschaft der Automobilingenieure). Sein erster Vizepräsident war Henry Ford.
Andrew L. Riker baute 1894 sein erstes elektrisches Auto, wobei er zwei Remington Fahrräder und zwei Elektromotoren als konstruktive Basis verwendete.
1896 gründete er in Brooklyn, New York die Riker Electric Motor Company zur Herstellung von Elektroautos. 1899 verlegte Riker den Firmensitz nach Elizabethport, New Jersey und benannte das Unternehmen in Riker Electric Vehicle Company um. Das Automobilunternehmen bot unter dem Markennamen Riker erfolgreich Elektroautos in einer Vielzahl von Bauformen an: Tricycles (Dreiräder), Runabouts, Phaetons, Surreys, Victorias, Demi-Coachs und Broughams. Außerdem baute es den Kleinbus Station-Coach sowie Post- und Lieferwagen. 1900 nennt er die Firma in Riker Motor Vehicle Company um. Sein 5-Tonner Lieferwagen von 1900 verkaufte sich sehr gut vor allem in New York.
Am 14. April 1900 nahm Andrew L. Riker mit einem seiner Elektroautos am ersten 50-Meilen-Straßenrennen teil, das in den USA abgehalten wurde. Das Rennen verlief auf der Merrick Road auf Long Island von Springfield nach Babylon dort Wendepunkt beim Sherman House und wieder zurück nach Springfield, Ecke Merrick Road/Springfield Avenue. Von den 15 Teilnehmern erreichten 9 das Ziel. Außer Rikers Elektroauto waren es alles Dampfwagen oder Benziner. Riker gewann das Rennen mit einer Zeit von 2 Stunden, 3 Minuten und 30 Sekunden. Der zweite Sieger S.T. Davis jr. benötigte 2 Stunden 18 Minuten und 27 Sekunden, der dritte Sieger, Alexander Fischer, benötigte 2 Stunden, 30 Minuten und 1 Sekunde.
1902 ging das Unternehmen in der Electric Vehicle Company auf. Er erhielt 1,7 Millionen Dollar in Aktien.
Riker wandte sich mehr und mehr konstruktiven Herausforderungen im Bereich der Verbrennungsmotoren zu. Er erwarb auch Patente auf den Gebieten Gasmaschinen, Dynamos, Motoren, elektrischen Systemen, Transformatoren und Automobilzubehör.
1902–1921 wurde er Vizepräsident der Locomobile Company, bei der er für die Entwicklung und Produktion der Fahrzeuge mit Verbrennungsmotor zuständig war. 1904 entwickelte er für Locomobile ein 90 PS-Rennauto. Sein Locomobile's Old 16 Rennwagen war das erste amerikanische Auto, das ein internationales Rennen gewann, den Vanderbildt Cup von 1908. Dieser Sieg stärkte das Ansehen des amerikanischen Automobilbaus damals sehr. Während des Ersten Weltkrieges kamen viele Locomobile Transporter zum Einsatz.
1915 wurde in das U.S. Naval Consulting Board berufen und führte dort den Ausschuss für Verbrennungsmotoren (board's committee on internal combustion motors).